# 法库县
法库县位于中国辽宁省北部，是沈阳市下辖的一个县。縣人民政府駐興法東路58號。

## 历史
“法库”源于满语意思是“鱼梁”（穆麟德轉寫：fakū，大词典轉寫：fakuu）。
清朝光绪三十二年（1906年）设法库抚民厅，划开原、铁岭、康平三县及新民府的部分村屯，归属法库门抚民厅；民国二年（1913年），改为法库县，隶属洮昌道。
1993年，原属铁岭市的法库县划归沈阳市。

## 人口
根據第七次人口普查數據，截至2020年11月1日零時，法庫縣常住人口為340933人。

## 行政区划
法库县下辖2个街道办事处、12个镇、4个乡、1个民族乡：
吉祥街道、龙山街道、大孤家子镇、三面船镇、秀水河子镇、叶茂台镇、登仕堡子镇、柏家沟镇、丁家房镇、孟家镇、十间房镇、冯贝堡镇、依牛堡子镇、包家屯镇、慈恩寺乡、和平乡、四家子蒙古族乡、双台子乡和卧牛石乡。

## 交通
- 203国道过境。

## 特产
中国地理标志产品：法库牛肉、五龙山葡萄